# Eucera genofevae
Eucera genofevae là một loài Hymenoptera trong họ Apidae. Loài này được Vachal mô tả khoa học năm 1907.